# Glossosoma minutum
Glossosoma minutum là một loài Trichoptera trong họ Glossosomatidae. Chúng phân bố ở miền Cổ bắc.